# Griswold (Connecticut)
Griswold – miasto w Stanach Zjednoczonych, w stanie Connecticut, w hrabstwie New London.